# North Coast
North Coast – przedsiębiorstwo założone  w 1992 roku, zajmujące się dystrybucją produktów spożywczych.
Siedziba spółki znajduje się w Pruszkowie pod Warszawą, gdzie również zlokalizowany jest główny magazyn. North Coast SA specjalizuje się w dystrybucji produktów spożywczych, pochodzących głównie z Włoch: sprowadza m.in. produkty suche (np. oliwa, makaron, ryż), produkty świeże (np. włoskie sery, nadziewany makaron czy desery), produkty mrożone (np. makarony, włoskie desery), napoje (kawa, woda, wino) oraz profesjonalne ekspresy do kawy i osprzęt. Przedsiębiorstwo importuje do Polski produkty wytwarzane przez ponad 70 producentów wyrobów spożywczych. Wśród klientów North Coast znajdują się sklepy wielkopowierzchniowe, tzw. nowoczesna dystrybucja, sieci sklepów delikatesowych, niezależne sklepy detaliczne oraz klienci rynku HoReCa. 

## Historia
Spółka North Coast powstała w 1992 roku. Pierwszymi włoskimi produktami wprowadzonymi na rynek polski w 1993 roku były konserwy z tuńczykiem i oliwa. W latach 90. spółka nawiązała ścisłą współpracę z nowymi odbiorcami, zwłaszcza z sieciami hipermarketów, oraz uruchomiła pierwszy regionalny magazyn w Krakowie. W roku 1998 wprowadzono do oferty produkty świeże, m.in. oryginalny włoski ser mozzarella. Od 2004 roku do asortymentu wprowadzono mrożonki. 
W 2005 r. North Coast Spółka z ograniczoną odpowiedzialnością przekształciła się w North Coast Spółkę Akcyjną. 10 kwietnia 2006 roku North Coast zadebiutował na Giełdzie Papierów Wartościowych w Warszawie. W 2007 została utworzona grupa kapitałowa w wyniku nabycia udziałów w spółce Latteria Tinis, które nastąpiło 13 kwietnia 2007 roku oraz udziałów w spółce Habitat Investments w dniu 24 maja 2007 r. Na przełomie 2009 i 2010 roku została uruchomiona produkcja włoskich serów w zakładzie produkcyjnym w Rzepinie należącym do Latteria Tinis Sp. z o.o.
W 2015 roku North Coast SA wszedł do grupy Nuova Castelli, jednego z producentów i eksporterów włoskich serów.

## Klienci
North Coast zaopatruje w importowane produkty cztery grupy odbiorców:
- sieci hipermarketów (m.in.: Auchan, Carrefour, E.Leclerc, Makro C&C, Tesco)
- sieci supermarketów średniej wielkości (m.in.: Alma Market, Lewiatan, Piotr i Paweł, Polo Market, Stokrotka, Społem)
- dystrybutorów detalicznych: około 2000 niezależnych klientów[5]